# Verneuilinoides
Verneuilinoides es un género de foraminífero bentónico de la subfamilia Verneuilinoidinae, de la familia Verneuilinidae, de la superfamilia Verneuilinoidea, del suborden Verneuilinina y del orden Lituolida. Su especie tipo es Verneuilina schizea. Su rango cronoestratigráfico abarca desde el Jurásico hasta el Cretácico.

## Discusión
Clasificaciones previas incluían Verneuilinoides en el suborden Textulariina del orden Textulariida, o en el orden Lituolida sin diferenciar el suborden Verneuilinina.

## Clasificación
Se han descrito numerosas especies de Verneuilinoides. Entre las especies más interesantes o más conocidas destacan:
- Verneuilinoides schizea

Un listado completo de las especies descritas en el género Verneuilinoides puede verse en el siguiente anexo.